# شفاه غليظة (فلم)
شفاه غليظة  فيلم دراما للمخرج شريف يحيى عام 1992 عن قصة الأديب محمود تيمور وكتب السيناريو والحوار المؤلف والكاتب المسرحي عصام الجمبلاطي. الفيلم من بطولة سهير رمزي، فاروق الفيشاوي، مجدي وهبة، المنتصر بالله، كوثر العسال، وممدوح وافي  وتدور أحداثه حول الشابة الجميلة ماجدة التي تجد نفسها مطالبة بالإنفاق على أم مريضة وشقيقة جامعية مما يدفعها لطريق السرقة من وسائل النقل العامة، ويقع ضحية لها المحامي الشاب الذي تسرق حافظته وتسرق قلبه أيضا.
صدر الفيلم إلى دور العرض المصرية في 26 أكتوبر 1992.
منح موقع قاعدة بيانات الأفلام العربية "السينما.كوم" الفيلم درجة 5.2/ 10.

## طاقم التمثيل
سهير رمزي: في دور ماجدة (النشالة)
فاروق الفيشاوي: في دور علاء (المحامي)
مجدي وهبة: في دور رؤوف
ممدوح وافي: في دور حمدي
محمد أبو داود: في دور ماجد (ضابط الشرطة)
يوسف فوزي: في دور المدمن
ثريا عز الدين: في دور زينات (صاحبة بيت الدعارة)
أحمد أبو عبية: في دور المحامي
بالاشتراك مع: المنتصر بالله – كوثر العسال – نعيمة الصغير – ناهد سمير – ولاء مطر – سهير توفيق – حسني عبد الجليل – عزت عبد الجواد – زيزي فريد – مطاوع عويس – حللي محمد – ماجدة كامل – سونيا محمود – نورا عبد العزيز – سعيد شنبر – محمد مندور – أحمد ناصر – صلاح صادق – زينب عبده – الطفل أحمد حسن – الطفل سمير إمام.

## أحداث الفيلم
ماجدة (سهير رمزي) فتاة جميلة تعاني من الفقر المدقع وعقب وفاة والدها تواجه صعوبة بالغة في تسديد نفقات علاج والدتها المريضة بمرض مزمن وأيضاً نفقات دراسة شقيقتها بالجامعة. تعجز بمرتبها البسيط كموظفة بأحد المحال التجارية عن مواجهة متطلبات أسرتها. يغرر بها جارها وزوجته وتقع دون أن تدرى في أعمال منافية للآداب. أثناء وجود ماجدة في بيت زينات (ثريا عز الدين)، الذي يتضح أنه بيت دعارة، يهاجمهم رجال الشرطة ويقبض عليها مع باقي المتواجدين في البيت.
لكن تخرج ماجدة بريئة من تلك القضية، ولا تجد سوى ممارسة السرقة والنشل في وسائل المواصلات العامة لتدبير نفقاتها الضرورية. وذات مرة تسرق حافظة المحامي الشاب علاء (فاروق الفيشاوي) في حافلة نقل عام، وهو الذي وقع في حبها من النظرة الأولى حتى أنه استسلم ليديها لتسرقه دون أن يدرى. وعندما يكتشف علاء السرقة ويتأكد من أن من سرقته هي الشابة التي وقع في حبها، يبحث عنها في كل مكان ويطلب معونة شقيقه وكيل النيابة والذي يعد صديقا مخلصا له. يتوصل علاء لماجدة ويعرف أنها ضحية ظروف اجتماعية قاسية ويسامحها لأنه غرق في حبها بينما يغضب شقيقه لتورط الشقيق في حب فتاة منحرفة تسئ للعائلة ولمكانته الوظيفية ويتحرى عنها ليكتشف أن لها ملف في مباحث الآداب بالإضافة لمكافحة النشل. يتم القبض على ماجدة بناء على بلاغ وكيل النيابة ولكن يتم الإفراج عنها لبراءتها ليتقدم علاء للزواج منها ويبارك شقيقه زواجهما.

## وصلات خارجية
- مقالات تستعمل روابط فنية بلا صلة مع ويكي بيانات
- شفاه غليظة على موقع دهليز
- شفاه غليظةعلى موقع كاروهات